# Parafia Ewangelicko-Augsburska w Mikołajkach

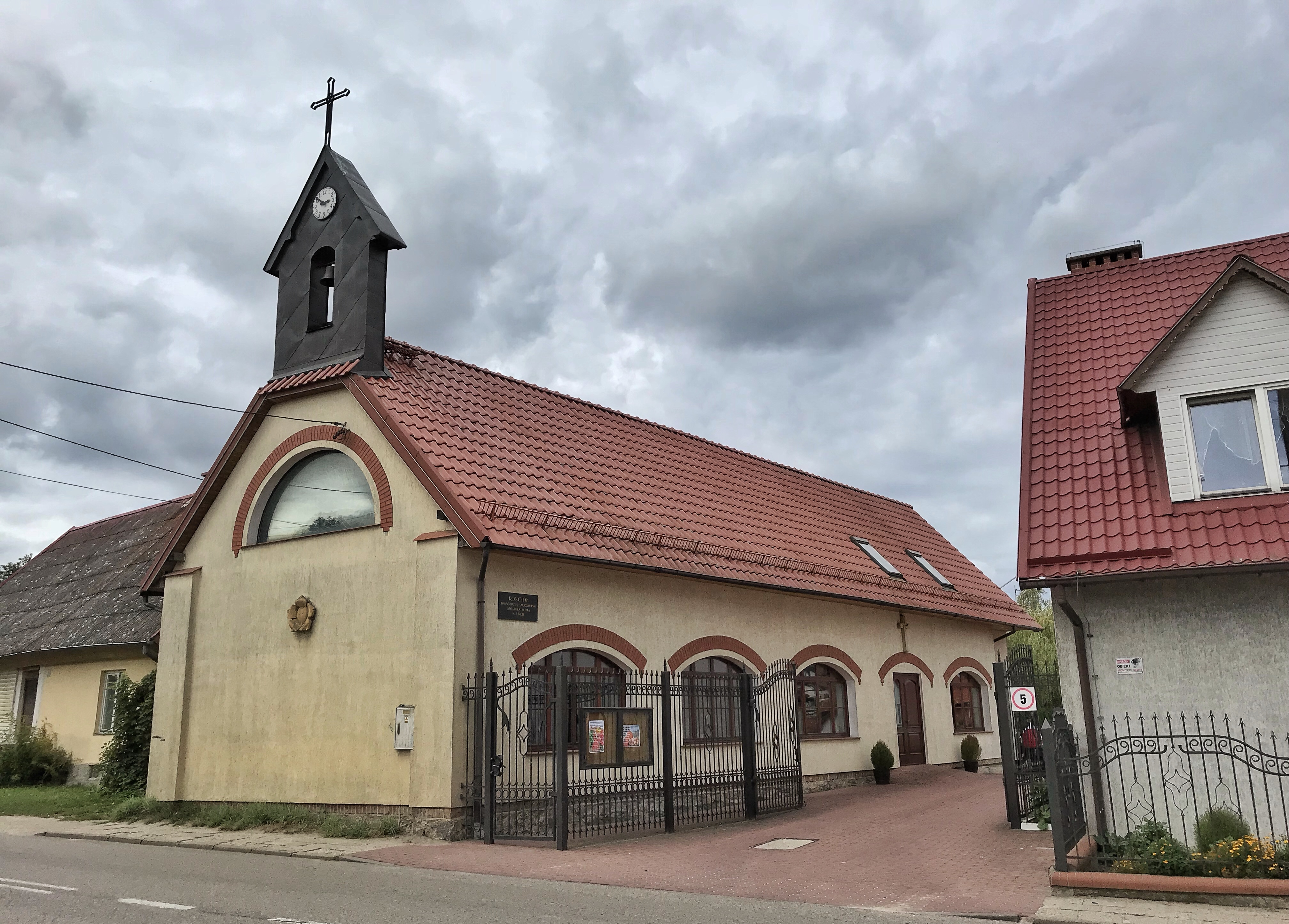
Kościół Apostoła Piotra, świątynia zboru filialnego w Ukcie

Parafia Ewangelicko-Augsburska w Mikołajkach – parafia Kościoła Ewangelicko-Augsburskiego w Mikołajkach, należąca do diecezji mazurskiej. Została utworzona w XVI wieku. Mieści się przy Placu Kościelnym. W 2017 liczyła około 200 wiernych. Należy do niej również zbór filialny w Ukcie z tamtejszym kościołem Apostoła Piotra.

## Historia
Początkowo w Mikołajkach znajdował się drewniany kościół, nie został jednak ujęty w spisie parafii i filiałów archiprezbiteratów warmińskich w XV wieku. Z 1656 pochodzi wzmianka o spaleniu przez Tatarów tutejszej świątyni. Następna budowla również wykonana została z drewna.
Obecny kościół powstał w latach 1841-1842 podczas pełnienia stanowiska proboszcza przez ks. J. C. Brzoskę. W 1901 proboszczem został mianowany ks. Hermann Baaz, sprawujący tę funkcję do 1926. 
W latach 20. XX wieku miejscowa parafia liczyła 5021 wiernych. Znajdował się tutaj dom zborowy, prowadzona była też stacja diakonijna. Na terytorium parafii działało 8 szkół.
Kolejnym proboszczem został w 1927 ks. Otto Kowalzick, zastąpiony w 1933 przez ks. Paula Czekaya, pełniącego urząd do 1945. Stanowiska drugich proboszczów lub proboszczów pomocniczych pełnili kolejno ks. Paul Erwin (1910-1913), ks. Gerhard Woytewitz (1924-1928), ks. Hans Jakobsen (1929-1933) i ks. Heinz Bachler (1942-1945). 
Po zakończeniu II wojny światowej od 1945 opiekę duszpasterską nad miejscowymi wiernymi prowadził diakon Edward Szendel z Ukty. W okresie tym były czynione próby zajęcia kościoła przez katolików, ewangelikom planowano pozostawienie jedynie kaplicy. Na początku 1946 parafia ewangelicka posiadała oprócz kościoła dwie plebanie, dwa domy mieszkalne, kaplicę, budynki gospodarcze, ogród warzywno-owocowy oraz ziemię uprawną. W kościele wybite były szyby oraz zniszczono organy. Plebania i inne budynki były uszkodzone jedynie w niewielkim stopniu. Parafia liczyła wówczas 1100 wiernych zadeklarowanych, a niezadeklarowanych - 300.
Jeszcze w 1946 administrację nad parafią przejął ks. Władysław Pilch. W 1947 liczyła ona 3140 wiernych. Planowano otwarcie domu dziecka lub domu seniora, jednak zamierzenia te nie doszły do skutku. W tym czasie w parafii pracowała również diakonisa s. Dorka. Według danych na koniec 1951 liczba wiernych zmalała do 2456 osób. 
W 1952 proboszcz mikołajski objął administrację nad parafią w Baranowie, zarządzaną uprzednio od 1946 z parafii w Mrągowie.
W październiku 1952 ks. Pilch został zatrzymany i uwięziony przez Służbę Bezpieczeństwa, wobec czego na zastępstwo skierowano teologa kandydata Bogusława Wittenberga. Ksiądz Pilch został wypuszczony po kilku tygodniach. W 1953 duszpasterz w piśmie skierowanym do seniora diecezji donosił o działalności metodystów wśród luteran na terenie parafii.
Biskup Karol Kotula odbył w czerwcu 1955 wizytację parafii w Mikołajkach. Według sporządzonego przez niego sprawozdania liczyła 2500 członków, którzy oprócz miasta zamieszkiwali też wsie Tałty, Woźnice, Prawdowo, Stare Sady, Nowe Sady, Lubiewo, Dybowo i Zełwągi. W samych Mikołajkach mieszkało 1000 ewangelików.
W 1957 parafia liczyła już 1230 wiernych, a na koniec tego roku jedynie 750. Cały czas trwały wyjazdy ludności ewangelickiej.
Według protokołu z dnia 22 kwietnia 1958 własnością Kościoła Ewangelicko-Augsburskiego pozostawały kościół, plebania, obora przy plebanii, cmentarz przy ul. Kolejowej oraz dom parafialny. Inne obiekty zostały odebrane zborowi na rzecz państwa.
Od 1 maja 1961 zarząd nad podległym Mikołajkom parafią w Baranowie, liczącą wówczas 300 wiernych, został przekazany ponownie parafii w Mrągowie.
W 1961 do proboszcza udała się delegacja złożona z księdza parafii katolickiej oraz tamtejszej rady parafialnej w celu przekonania ewangelików do sprzedaży kościoła w Mikołajkach lub umożliwienia jego współużytkowania. Nie wyrażono na to zgody, na co wpływ miało również wcześniejsze bezprawne zajęcie przez katolików ewangelickiego domu zborowego położonego przy ul. Kajki.
Na początku 1962 parafia posiadała 920 wiernych, jednak w już czerwcu tego  samego roku było to jedynie około 800 osób.
1 lipca 1969 pod administrację parafii została oddana na powrót dawna parafia w Baranowie, w 1968 zdegradowana do stacji kaznodziejskiej parafii mrągowskiej. 
W lutym 1972 do biura Konsystorza KEA została przesłana prośba mikołajskiej parafii katolickiej o zgodę na zamianę kościołów z parafią ewangelicką. Konsystorz bez konsultacji z miejscowym proboszczem ewangelickim wstępnie przystał na ten wniosek, ostateczne jego przyjęcie miało jednak nastąpić po pozyskaniu opinii seniora diecezji mazurskiej oraz rady parafialnej w Mikołajkach. Rada nie wyraziła jednak na to zgody. W kolejnych latach następowały dalsze próby zajęcia kościoła przez katolików.
Ksiądz Pilch wystosował w 1973 do Urzędu do Spraw Wyznań prośbę o przywrócenie parafii prawa do własności dwóch budynków uprzednio do niej należących, w celu powołania w nich Muzeum Reformacji. Zgody nie otrzymano, w związku z czym w 1980 prośba została przez proboszcza ponowiona, dotyczyła jednak już tylko budynku przy ul. 1 Maja 23.
Od 1977 katolicy rozpoczęli zabiegi w celu przejęcie kościoła filialnego w Baranowie. Probosz Pilch rzadko prowadził w nim nabożeństwa i nie interesował się nim, w związku z czym ulegał on stopniowemu niszczeniu, padał też ofiarą dewastacji ze strony miejscowej ludności. Do stacji kaznodziejskiej należało wówczas 20 osób. Jednostka została zlikwidowana w marcu 1979, wobec czego świątynia została bez żadnych uzgodnień zajęta przez katolików w maju tego roku, rzekomo w celu ochrony kościoła przed wandalami. Protesty kierowane przez Konsystorz do Kurii rzymskokatolickiej nie odniosły żadnego skutku.
18 maja 1980 nastąpiło włamanie do plebanii w Mikołajkach, budynek został zdewastowany, a kradzieży uległy pieniądze oraz dokumenty.
W grudniu 1981 ks. Pilch zmienił nazwisko na Pilchowski na skutek plotek głoszonych przez katolików, że nie jest on pochodzenia polskiego.
Sprawa zajęcia w 1979 kościoła filialnego w Baranowie była nadal dyskutowana przez Konsystorz z rzymskokatolicką Kurią. Konsystorz zlecił proboszczowi Pilchowskiemu zwołanie Zgromadzenia Parafialnego w celu przegłosowania sprzedaży tej świątyni parafii katolickiej. Zgromadzenie odbyło się 16 stycznia 1983 w obecności ks. seniora Pawła Kubiczka i nie wyraziło zgody na sprzedaż kościoła. Oburzenie wiernych wywołał fakt, że Konsystorz przyjął już należne za kościół pieniądze od katolików. Wobec tego proboszcz zwrócił się do Kościoła Ewangelicko-Reformowanego o przyjęcie w swoje struktury parafii w Mikołajkach.
W związku z tymi wydarzeniami, Konsystorz w maju 1983 nie wyraził zgody na budowę siedziby Muzeum Reformacji, a także wystosował prośbę do Biskupa Kościoła ks. Janusz Narzyńskiego o odwołanie ks. Pilchowskiego ze stanowiska kierownika muzeum będącego w trakcie organizacji, a także zwrócił uwagę na złamanie przez duchownego Zasadniczego Prawa Wewnętrznego Kościoła poprzez zgłoszenie chęci przejścia do innego związku wyznaniowego. 25 czerwca 1983 prośba o przyjęcie do kościoła reformowanego została przez ks. Pilchowskiego odwołana. 25 grudnia 1983 podpisany został akt sprzedaży kościoła w Baranowie katolikom.
Na skutek osiągnięcia przez proboszcza wieku emerytalnego, 28 marca 1984 do seniora diecezji w Szczytnie została wysłana delegacja Rady Parafialnej w Mikołajkach w celu przedłużenia okresu urzędowania ks. Pilchowskiego. Wskazywano na przykład księdza, służącego na stanowisku proboszcza w wieku ponad 90 lat, pracującego na tej funkcji od 71 lat. Możliwość pracy przez ks. Pilchowskiego w parafii została przedłużona przez konsystorz początkowo do 31 października 1984, a następnie do końca października roku kolejnego.
Konflikty między duszpasterzem a władzami kościelnymi nadal trwały. Proboszcz chciał budowy domu misyjnego oraz nowej plebanii. Wobec braku zgody, zwrócił uwagę na pozytywne nastawienie Konsystorza do oddania kościoła w Mikołajkach z plebanią kościołowi katolickiemu, a także obiecywał ogłoszenie parafii niezależną od Kościoła Ewangelicko-Augsburskiego, który miał utrudniać jej rozwój. W związku z tym następna prośba o przedłużenie jego pracy duszpasterskiej nie została przyjęta, a ks. Pilchowski z dniem 1 listopada 1985 został skierowany na emeryturę. Parafia od tego czasu była administrowana przez proboszcza parafii w Piszu.
Nowy proboszcz zwracał uwagę, że ks. Pilchowski zajmował plebanię, którą zamieszkiwały także jego dwie córki oraz dwoje wnucząt. Zborowi udostępniane było tylko jedno pomieszczenie, w którym urządzona była sala parafialna. Kościół pozostawał również od 25 marca 1976 w bezpłatnej dzierżawie na rzecz Muzeum Okręgowego w Suwałkach, stanowiąc jego filię Muzeum Reformacji, której kustoszem był poprzedni duszpasterz zboru. Konsystorz nakazał Radzie Diecezjalnej uporządkowanie sytuacji i wymówienie dzierżawy.
W 1988 w parafii rozpoczął praktykę kandydacką mgr Piotr Żwak. Według protokołu z jego przedstawienia zborowi w dniu 13 lutego tego roku, z sytuacji tej nie była zadowolona część parafian oraz sam proboszcz-administrator. Dla praktykanta nie było mieszkania, którego organizację zlecił parafii Konsystorz. Na mocy decyzji Konsystorza parafii udzielono zapomogi finansowej na utrzymanie praktykanta, postanowiono również o zachowaniu działalności Muzeum Reformacji, a także całkowitą odpowiedzialność za kościół i budynki parafialne przekazano Radzie Parafialnej.
30 października 1988 w miejscowym kościele miała miejsce ordynacja na duchownych Piotra Żwaka i Witolda Twardzika. Dotychczasowy praktykant nie miał możliwości zamieszkania na plebanii, zajmowanej nadal przez ks. Pilchowskiego z rodziną i w związku z tym pracę w parafii pełnił jedynie do czerwca 1989. Jesienią tego roku do Mikołajek skierowano kolejnego praktykanta, którym został Marek Jerzy Uglorz.
Parafia uzyskała własnego duszpasterza w osobie wikariusza parafii w Piszu, ks. Franciszka Czudka w dniu 26 czerwca 1990. Na mocy uchwały Rady Parafialnej ks. Pilchowskiemu nakazano udostępnienie wikariuszowi dwóch z czterech zajmowanych przez niego pokoi plebanii. Księdzu Czudkowi zostało 22 lipca 1990 przekazane pismo, w którym ks. Pilchowski ogłosił wystąpienie z Kościoła Ewangelicko-Augsburskiego. Na skutek tego dawny proboszcz został wykreślony ze spisu duchownych. Jednak 29 października tego roku do administratora parafii mikołajskiej, ks. Krzysztofa Reja z Pisza, a także do Konsystorza i seniora diecezji mazurskiej wpłynęło kolejne pismo od Pilchowskiego, w którym wycofał on poprzednią deklarację wystąpienia. Na wiosnę 1991 zwolnił również zajmowane przez siebie pomieszczenia w budynku plebanii. Ksiądz Czudek rozpoczął więc jej remont, a także budowę domu gościnnego. 
Na mocy decyzji Konsystorza ks. Rej pozostawał administratorem parafii w Mikołajkach do końca stycznia 1991, wtedy zarząd nad nią przejął proboszcz parafii w Mrągowie, ks. Piotr Mendroch. Stan ten trwał do 1993, kiedy ks. Franciszek Czudek został z wikarego mianowany proboszczem-administratorem parafii, a od 24 września 1995 - proboszczem. 
Parafia według danych z 1995 liczyła 208 wiernych. W tym samym roku został oddany do użytku Dom Opieki Arka.
W 2005 funkcję proboszcza pomocniczego pełnił ks. Cezary Królewicz. Probosz Czudek sprawował urząd do 2007, w 2008 zastąpiony został przez ks. Bogusława Juroszka.
W parafii jako wikariusze pracowali ponadto ks. Robert Opala (1997-1998), ks. Dawid Mendrok (2002-2004), ks. Bogusław Cichy (2004) i Robert Augustyn (2013-2016), natomiast praktykantami byli Marcin Brzóska (2000) oraz Rafał Dawid (2007-2008).

## Współczesność
Stanowisko proboszcza parafii pełni ks. Bogusław Juroszek.
Nabożeństwa w kościele Świętej Trójcy w Mikołajkach odbywają się we wszystkie niedziele i święta. Prowadzone są ponadto lekcje religii.
Przy parafii działa Muzeum Reformacji Polskiej w Mikołajkach, prezentujące eksponaty związane z ewangelickim piśmiennictwem i drukarstwem mazurskim, a także innymi aspektami luterańskiego życia religijnego Mazur, Śląska Cieszyńskiego i innych regionów.
W Mikołajkach znajduje się ponadto parafialny Dom Gościnny, oferujący miejsca noclegowe oraz sale konferencyjne. Działa również Ewangelicki Dom Opieki Arka oraz Środowiskowy Dom Samopomocy.
W filiale w Ukcie nabożeństwa mają miejsce we wszystkie niedziele i święta w miejscowym kościele Apostoła Piotra, dodatkowo odbywają też się spotkania biblijne. Na terenie miejscowości parafia prowadzi Ewangelicki Dom Opieki Betezda oraz Środowiskowy Dom Samopomocy.